# Bena (prénom)
Pour les articles homonymes, voir Bena.
Bena est un prénom féminin.

## Sens et origine du prénom
- Prénom féminin d'origine nord-amérindienne[1].
- Prénom qui signifie "faisan". Sans doute d'origine algonquine : en chippewa, bine, et en odawa bne, désignent la perdrix.

## Prénom de personnes célèbres et fréquence
- Prénom très peu usité aux États-Unis[2].
- Prénom qui semble-t-il n'a jamais été donné en France[3].